# Xenotrachea chrysochlora
Xenotrachea chrysochlora är en fjärilsart som beskrevs av George Francis Hampson 1908. Xenotrachea chrysochlora ingår i släktet Xenotrachea och familjen nattflyn. Inga underarter finns listade i Catalogue of Life.